# 美名
美名（日语：／ Mina，1984年2月13日—）是日本的女性聲優，隸屬於Production Ace。出身於岐阜縣岐阜市。

## 經歷、人物
2006年在Animax所舉辦的比賽獲得冠軍而首次亮相。
拿手的技能是武打場景。

## 演出作品
※粗體字為主要角色。

### 電視動畫
2006年
- 六時半藏（六時）

2007年
- 獸裝機攻（少年、衛兵女1）

2009年
- 涼宮春日的憂鬱（2009年版）（女子小學生）
- 天降之物（見月楚原）
- 魔力充電娘（技術開發部員A）

2010年
- 守護貓娘緋鞠（女學生）
- 天降之物Forte（見月楚原）

2011年
- 這樣算是殭屍嗎？（三原佳奈美）
- 閃電十一人GO（瀨戶水鳥、雅野麗一、虛木實美）
- 死囚樂園（高島麗）
- 天魔黑兔（時雨遙）
- GOSICK（麗）
- 世界一初戀（女子社員、助手、編集、女子高生）
- 世界一初戀2（女子社員、女子、助手、女、社員、OL、女學生）
- 丹特麗安的書架（女性）
- 惡魔奶爸（伊莎貝拉、主婦B、女子A、女子B、女装不良、主婦、お姉さん、午間劇的女性、ビス子、女學生B）
- 魔劍姬！（六条實）

2012年
- 這樣算是殭屍嗎？OF THE DEAD（三原佳奈美）

2013年
- 學生會的一存 Lv.2（紅葉知弦）
- LoveLive!（老師、1年生A、體育老師）
- RDG 瀕危物種少女（女學生B）
- 閃電十一人GO 銀河（雅野麗一）

2014年
- 魔劍姬！通（六條實）
- 東京ESP（龜呂手明日菜）

2015年
- 新妹魔王的契約者（澪的母親）
- 新妹魔王的契約者 BURST（諾耶）
- 哆啦A夢（不笑子／悶悶子）

2016年
- 文豪Stray Dogs（春野綺羅子）
- 魔裝學園H×H（崎坂早紀）
- 文豪Stray Dogs 第2期（春野綺羅子）

2017年
- 末日時在做什麼？有沒有空？可以來拯救嗎？（妖精兵A）

2019年
- 文豪Stray Dogs 第3期（春野綺羅子）

2020年
- 聽我的電波吧（女性客、鼓田唯）

### OVA
2010年
- 天降之物（見月楚原）

### 劇場版
2011年
- 劇場版閃電十一人GO究極之絆 獅鷲獸（瀨戶水鳥、久雲仁太）
- 天降之物 計時的悲傷女神（見月楚原）

2014年
- 天降之物Final 永遠的我的鳥籠（見月楚原）

### 遊戲
2010年
- 天降之物 心跳加速的暑假（見月楚原）

2011年
- 天魔黑兔 Portable（時雨遙）
- 閃電十一人GO（瀨戶水鳥、雅野麗一、風秋ヨネ、オム、防衛系統、小孩）
- 閃電十一人 王牌前鋒（瀨戶水鳥、雅野麗一、カモミ）
- 涼宮春日的追想
- 天降之物f Dreamy Season（見月楚原）

2013年
- 學生會的一存 Lv.2 PORTABLE（紅葉知弦）
- 嫁コレ（紅葉知弦）

2014年
- Heroes Placement（郡上南）

### 廣播劇CD
2011年
- SSUPER LOVERS（珠子）

2012年
- 閃電十一人GO 廣播劇CD「永遠的羈絆!!」（瀨戶水鳥）

### 外語配音
- 看見魔鬼
- 倚天屠龍記 (2009年電視劇)（楊不悔）
- 畫皮（夏冰〈孫儷〉）
- 大騙局3 #2
- 即刻救援（阿曼達[2]）
- 贖命24小時
- 異獸禁區
- 妙女神探2 #3
- 妙女神探5（阿曼達）

### 海外動畫
- プチバンピ

### 廣播
- みみっ娘☆ぼんかふぇ学園（VOICE Newtype cafe 通称ボンカフェ）融合戲劇以及一般講話感覺的網路電台，飾演マカロン老師。2009年12月11日～（首次登場是12月25日）

### 舞台
- RUN FOR YOUR WIFE（2007年，葛西美名 名義）
- 劇團大富豪6回公演 「八月的雪赫拉莎德（再演）」（2009年2月26日‐3月1日，中目黑Woody Theater）
- Ani★Yume第二季 東京、惠比壽 AMG會館定期公演（第2小時開始常規演出全10回：2010年1月30日－5月1日）

## 註解
1. ↑  . Production Ace.   [2016-11-22]. （原始内容存档于2019-02-11） （日语）.
2. ↑  . 金曜ロードSHOW!.   [2016-08-04]. （原始内容存档于2016-04-08）.

## 外部連結
- （日語） 美名｜声優・アニソン・キャラソン｜プロダクション・エース & 演技養成所，在事務所上的介紹
- （日語） 美名と申します。 （页面存档备份，存于），個人的網誌